# متحف دروهوبيتش
متحف دروهوبيتشينا (المعروف رسمياً باسم متحف دروهوبيتش للدراسات المحلية أو متحف دروهوبيتش للتراث المحلي، ويُختصر إلى متحف دروهوبيتش) هو مجمع متاحف في دروهوبيتش، أوكرانيا، ويعد مركزاً ثقافياً وتعليمياً رئيسياً في منطقة لفيف.

## تاريخه
تأسس في 1940 كمتحف للتاريخ الإقليمي والمتحف المحلي. تعرضت ثروات المتحف لنهب كبير خلال الاحتلال المؤقت للمدينة من قبل الغزاة الفاشيين الألمان. ومع ذلك استأنف المتحف نشاطه في 9 أكتوبر 1944، في اليوم الرابع من بعد تحرير المدينة من قبضة الفاشيين. شرع المتحف في العمل كمتحف إقليمي للدراسات المحلية بعد ضم إقليم دروهوبيتش إلى لفيف أوبلاست في مايو 1959.

## محتويات المتحف
يضم المتحف 50.000 عنصر موزعة على 8 أقسام في أماكن مختلفة بجانب مكتبة لأدب الشتات والدوريات، تتناول المعروضات طبيعة المنطقة وتاريخها وثقافتها، بالإضافة إلى تقديم التراث الإثنوغرافي والإنجازات الإبداعية لشخصيات بارزة في منطقة دروهوبيش. كما تستنسخ معروضات المتحف حياة المنطقة من العصر الحجري القديم حتى الوقت الحاضر وتعرض المجموعة الطبيعية نباتات وحيوانات المنطقة، وخصائصها المناخية.
يضم المتحف مجموعة فريدة من الأيقونات الأوكرانية الغربية في القرنين السادس عشر والعشرين التي رسمها أساتذة محترفين ورسامين وطنيين مجهولين. ويُمثل الفن الأوروبي من خلال آثار الرسم والسيراميك والأثاث في القرنين السابع عشر والتاسع عشر، ولا سيما من مجموعة الكونت كارول لانكورنسكي [الإنجليزية] ولوحة جدارية أصلية للكاتب والفنان الشهير برونو شولز، الذي ولد في دروهوبيتش وعاش فيها ومقتنيات للعالم الأوكراني يوري دروبيتش.

## وصلات خارجية
- الموقع الرسمي
- على فيسبوك
- @drohobychmuseum - على إنستغرام
- @drohobychmuseum - على تيك توك